# Blackcomb Peak
Blackcomb Peak ist ein 2436 m hoher Berg des Gebirgszuges Spearhead Range, einem Teil der Garibaldi Ranges, in der nordwestlichen Ecke des Garibaldi Provincial Park im Südwesten der kanadischen Provinz British Columbia, im Squamish-Lillooet Regional District. Außerdem liegt der Blackcomb Peak auf der südlichen Grenze des Blackcomb Glacier Provincial Park.
Zusammen mit dem angrenzenden Whistler Mountain war Blackcomb Austragungsort der Olympischen Winterspiele 2010 in Vancouver für die Ski-Alpin-Wettbewerbe.